# Ronde van Frankrijk 2009/Zevende etappe
De zevende etappe van de Ronde van Frankrijk 2009 werd verreden op vrijdag 10 juli 2009 over een afstand van 224,0 kilometer. Tijdens deze eerste bergrit reden de renners van Barcelona naar Arcalis in Andorra, onderweg werden er vijf bergen beklommen, een van de buitencategorie, een van de eerste, twee van de derde en een van de vierde categorie.

## Verloop
In de eerste echte bergetappe konden negen renners wegkomen uit het peloton: Rinaldo Nocentini, Aljaksandr Koetsjynski, Christophe Kern, Jérôme Pineau, Brice Feillu, Johannes Fröhlinger, Egoi Martínez, Christophe Riblon en José Iván Gutiérrez. Al snel hadden ze een voorsprong opgebouwd van bijna een kwartier. De huidige geletruidrager Fabian Cancellara nam veel risico in een afdaling waardoor hij meerdere malen net niet tegen de vlakte ging. Later in de etappe bleek dat de tijdrijder de bergen toch niet kon trotseren en verloor erg veel tijd.
In het peloton zaten alle favorieten voor de gele trui, dat een zeer hoog tempo aanhield. Voor Cadel Evans was het tempo echter niet hoog genoeg en demarreerde 2 kilometer voor de meet. Alberto Contador en Lance Armstrong lieten hem niet gaan en reden het gaatje snel dicht. Even later ging Jurgen Van den Broeck het proberen, hij keek raar op toen Alberto Contador hem met grote snelheid voorbij flitste. De Spanjaard wist op deze manier tijdwinst van 21 seconden te boeken op zijn concurrenten, de pogingen van Evans om hem bij te halen waren tevergeefs.
Ruim drie minuten hiervoor was Tourdebutant Brice Feillu zegevierend over de streep gegaan, met een kleine voorsprong op Christophe Kern. Fabian Cancellara, die ver achter het peloton binnenkwam (9,16), verloor zijn gele trui aan de man in de begin-ontsnapping Rinaldo Nocentini. Andreas Klöden (0,44), Mikel Astarloza (1,05), Kim Kirchen (1,13) en Roman Kreuziger (1,22) verspeelden veel tijd. De rest van de favorieten, waaronder Lance Armstrong, de gebroeders Schleck, Denis Mensjov en Carlos Sastre zaten in de groep die 21 tellen van Contador binnenkwam.

### Bergsprint
| Beklimming Côte de Montserrat na 32,0 km | Beklimming Côte de Montserrat na 32,0 km | Beklimming Côte de Montserrat na 32,0 km | 4e cat. 4,7 km à 3,8 % | 4e cat. 4,7 km à 3,8 % |
| Plaats                                   | Naam                                     | Naam                                     | Punten                 |                        |
| Winnaar                                  | Christophe Riblon                        | Christophe Riblon                        | 3                      |                        |
| 2                                        | Egoi Martínez                            | Egoi Martínez                            | 2                      |                        |
| 3                                        | José Iván Gutiérrez                      | José Iván Gutiérrez                      | 1                      |                        |

| Beklimming Port de Solsona na 97,0 km | Beklimming Port de Solsona na 97,0 km | Beklimming Port de Solsona na 97,0 km | 3e cat. 5,8 km à 4,3 % | 3e cat. 5,8 km à 4,3 % |
| Plaats                                | Naam                                  | Naam                                  | Punten                 |                        |
| Winnaar                               | Christophe Riblon                     | Christophe Riblon                     | 4                      |                        |
| 2                                     | Aljaksandr Koetsjynski                | Aljaksandr Koetsjynski                | 3                      |                        |
| 3                                     | Egoi Martínez                         | Egoi Martínez                         | 2                      |                        |
| 4                                     | Brice Feillu                          | Brice Feillu                          | 1                      |                        |

| Beklimming Col de Serra-Seca na 127,0 km | Beklimming Col de Serra-Seca na 127,0 km | Beklimming Col de Serra-Seca na 127,0 km | 1e cat. 7,7 km à 7,1 % | 1e cat. 7,7 km à 7,1 % |
| Plaats                                   | Naam                                     | Naam                                     | Punten                 |                        |
| Winnaar                                  | Christophe Riblon                        | Christophe Riblon                        | 15                     |                        |
| 2                                        | Egoi Martínez                            | Egoi Martínez                            | 13                     |                        |
| 3                                        | Aljaksandr Koetsjynski                   | Aljaksandr Koetsjynski                   | 11                     |                        |
| 4                                        | Christophe Kern                          | Christophe Kern                          | 9                      |                        |
| 5                                        | Brice Feillu                             | Brice Feillu                             | 8                      |                        |
| 6                                        | Jérôme Pineau                            | Jérôme Pineau                            | 7                      |                        |
| 7                                        | Rinaldo Nocentini                        | Rinaldo Nocentini                        | 6                      |                        |
| 8                                        | José Iván Gutiérrez                      | José Iván Gutiérrez                      | 5                      |                        |

| Beklimming Port del Comte na 136,5 km | Beklimming Port del Comte na 136,5 km | Beklimming Port del Comte na 136,5 km | 3e cat. 3,1 km à 5,3 % | 3e cat. 3,1 km à 5,3 % |
| Plaats                                | Naam                                  | Naam                                  | Punten                 |                        |
| Winnaar                               | Christophe Riblon                     | Christophe Riblon                     | 4                      |                        |
| 2                                     | Aljaksandr Koetsjynski                | Aljaksandr Koetsjynski                | 3                      |                        |
| 3                                     | Egoi Martínez                         | Egoi Martínez                         | 2                      |                        |
| 4                                     | Christophe Kern                       | Christophe Kern                       | 1                      |                        |

| Beklimming Arcalis na 224,0 km | Beklimming Arcalis na 224,0 km | Beklimming Arcalis na 224,0 km | HC cat. 10,6 km à 7,1 % | HC cat. 10,6 km à 7,1 % |
| Plaats                         | Naam                           | Naam                           | Punten                  |                         |
| Winnaar                        | Brice Feillu                   | Brice Feillu                   | 40                      |                         |
| 2                              | Christophe Kern                | Christophe Kern                | 36                      |                         |
| 3                              | Johannes Fröhlinger            | Johannes Fröhlinger            | 32                      |                         |
| 4                              | Rinaldo Nocentini              | Rinaldo Nocentini              | 28                      |                         |
| 5                              | Egoi Martínez                  | Egoi Martínez                  | 24                      |                         |
| 6                              | Christophe Riblon              | Christophe Riblon              | 20                      |                         |
| 7                              | Jérôme Pineau                  | Jérôme Pineau                  | 16                      |                         |
| 8                              | José Ivan Gutierrez            | José Ivan Gutierrez            | 14                      |                         |
| 9                              | Alberto Contador               | Alberto Contador               | 12                      |                         |
| 10                             | Cadel Evans                    | Cadel Evans                    | 10                      |                         |

### Tussensprints
| Tussensprint Solsona na 105,0 km |                        |        |
| Plaats                           | Naam                   | Punten |
| Winnaar                          | José Iván Gutiérrez    | 6      |
| 2                                | Aljaksandr Koetsjynski | 4      |
| 3                                | Egoi Martínez          | 2      |

| Tussensprint Andorra la Vella na 196,0 km |                 |        |
| Plaats                                    | Naam            | Punten |
| Winnaar                                   | Christophe Kern | 6      |
| 2                                         | Egoi Martínez   | 4      |
| 3                                         | Jérôme Pineau   | 2      |

| Tussensprint La Corthinada na 207,5 km |                     |        |
| Plaats                                 | Naam                | Punten |
| Winnaar                                | José Iván Gutiérrez | 6      |
| 2                                      | Jérôme Pineau       | 4      |
| 3                                      | Johannes Fröhlinger | 2      |

## Uitslag
| Rang | Renner              | Land      | Ploeg                            | Tijd      |
| ---- | ------------------- | --------- | -------------------------------- | --------- |
| 1    | Brice Feillu        | Frankrijk | Agritubel                        | 6h 11'31" |
| 2    | Christophe Kern     | Frankrijk | Cofidis, Le Crédit par Téléphone | op 5"     |
| 3    | Johannes Fröhlinger | Duitsland | Team Milram                      | op 25"    |
| 4    | Rinaldo Nocentini   | Italië    | AG2R-La Mondiale                 | op 26"    |
| 5    | Egoi Martínez       | Spanje    | Euskaltel-Euskadi                | op 45"    |
| 6    | Christophe Riblon   | Frankrijk | AG2R-La Mondiale                 | op 1'05"  |
| 7    | Jérôme Pineau       | Frankrijk | Quick-Step                       | op 2'32"  |
| 8    | José Iván Gutiérrez | Spanje    | Caisse d'Epargne                 | op 3'14"  |
| 9    | Alberto Contador    | Spanje    | Astana                           | op 3'26"  |
| 10   | Cadel Evans         | Australië | Silence-Lotto                    | op 3'47"  |

## Strijdlustigste renner
| Renner            | Land      | Ploeg            |
| ----------------- | --------- | ---------------- |
| Christophe Riblon | Frankrijk | AG2R-La Mondiale |

## Algemeen klassement
| Rang | Renner                | Land                | Ploeg                  | Tijd       |
| ---- | --------------------- | ------------------- | ---------------------- | ---------- |
|      | Rinaldo Nocentini     | Italië              | AG2R-La Mondiale       | 25h 44'32" |
| 2    | Alberto Contador      | Spanje              | Astana                 | op 6"      |
| 3    | Lance Armstrong       | Verenigde Staten    | Astana                 | op 8"      |
| 4    | Levi Leipheimer       | Verenigde Staten    | Astana                 | op 39"     |
| 5    | Bradley Wiggins       | Verenigd Koninkrijk | Team Garmin-Slipstream | op 46"     |
| 6    | Andreas Klöden        | Duitsland           | Astana                 | op 54"     |
| 7    | Tony Martin           | Duitsland           | Team Columbia          | op 1'00"   |
| 8    | Christian Vande Velde | Verenigde Staten    | Team Garmin-Slipstream | op 1'24"   |
| 9    | Andy Schleck          | Luxemburg           | Team Saxo Bank         | op 1'49"   |
| 10   | Vincenzo Nibali       | Italië              | Liquigas               | op 1'54"   |

## Nevenklassementen

### Puntenklassement
| Rang | Renner         | Land                | Ploeg         | Punten |
| ---- | -------------- | ------------------- | ------------- | ------ |
|      | Mark Cavendish | Verenigd Koninkrijk | Team Columbia | 106    |
| 2    | Thor Hushovd   | Noorwegen           | Cervélo       | 105    |
| 3    | Gerald Ciolek  | Duitsland           | Team Milram   | 66     |

### Bergklassement
| Rang | Renner            | Land      | Ploeg                            | Punten |
| ---- | ----------------- | --------- | -------------------------------- | ------ |
|      | Brice Feillu      | Frankrijk | Agritubel                        | 49     |
| 2    | Christophe Riblon | Frankrijk | AG2R-La Mondiale                 | 46     |
| 3    | Christophe Kern   | Frankrijk | Cofidis, Le Crédit par Téléphone | 46     |

### Jongerenklassement
| Rang | Renner          | Land      | Ploeg          | Tijd       |
| ---- | --------------- | --------- | -------------- | ---------- |
|      | Tony Martin     | Duitsland | Team Columbia  | 25h 45'32" |
| 2    | Andy Schleck    | Luxemburg | Team Saxo Bank | 25h 46'21" |
| 3    | Vincenzo Nibali | Italië    | Liquigas       | 25h 46'26" |

### Ploegenklassement
| Rang | Land             | Ploeg            | Tijd       |
| ---- | ---------------- | ---------------- | ---------- |
|      | Kazachstan       | Astana           | 75h 39'51" |
| 2    | Frankrijk        | AG2R-La Mondiale | op 01'48"  |
| 3    | Verenigde Staten | Team Columbia    | op 4'42"   |

1e etappe ·
2e etappe ·
3e etappe ·
4e etappe ·
5e etappe ·
6e etappe ·
7e etappe ·
8e etappe ·
9e etappe ·
10e etappe ·
11e etappe ·
12e etappe ·
13e etappe ·
14e etappe ·
15e etappe ·
16e etappe ·
17e etappe ·
18e etappe ·
19e etappe ·
20e etappe ·
21e etappe
Startlijst · Eindstanden · Afbeeldingen